# Nursel Köse
Nursel Köse, född 29 mars 1961 i Malatya, Turkiet, är en tysk-turkisk skådespelerska.

## Roller i urval
- 1988 – Yasemin
- 2004 – Kebab Connection
- 2007 – Vid himlens utkant
- 2010 – Die Fremde
- 2014–2017 – Förväxlingen (TV-serie)
- 2025 – Uzak Şehir (TV-serie)